# واكفو
واكفو (بالفرنسية: Wakfu)‏ هي لعبة تقمص الأدوار كثيفة اللاعبين على الإنترنت، من تطوير ستوديو أنكاما. يستطيع فيها الاعب اختيار شخصية ودورها في اللعب من أساس 12 دور مختلف (sadida, cra, lop) يستطيع فيها اللاعب رفع مستواه من 1 إلى 200 مما يجعل اللعبة من أطول ألعاب"MMO" ازدادت شهرتها في حلول عام 2014 لترتفع إلى أقوى الألعاب وأيضا «واكفو» 90% مجانية، لكن قد يتطلب الاشتراك لتلعب بحرية تامة، وبدون قيود. لتصل إلى جميع الأماكن يجب أن تدفع مبلغ من موقع بثمن 2.50 يورو للأسبوع لشهر 5.00 يورو أما 3 أشهر 14.50 يورو و6 أشهر 27.50 يورو وعام كامل بالاشتراك بثمن 48.00 يورو وأيضا يمكنك شراء بعض ملابس ومرافق من الموقع وهناك لعبة «توفيكاز» التي تسمح لك بفوز بجوائز تقدر من 1 كاماس إلى 2 مليون. في اللعبة دائرة حظ التي يمكنك أن تلعبها كلما اشتركت في دوفيس على حسب اشتراكك والتي تسمح أيضا بفوز بجوائز تقدر من 1 كاماس إلى مليون كاماس ولكنها ليست مجانية وهناك لعبة krosmaster والتي هي عبارة عن دمى قدرتها محاكية لشخصيات لعبة التي يمكنك أن تلعبها في العبة وهي لعبة تتميز برسوم ثلاثية الابعاد.

## اللعب
تتميز بنظام قتال قائم على الأدوار مشابه لـ دوفيس، ويحتوي أيضًا على عناصر مستوحاة من لعبة تقمص الأدوار التكتيكية. يتجول اللاعبون مع تمرير الشاشة أثناء تحركهم، على عكس دوفيس حيث تكون الكاميرا ثابتة وتتحرك الشخصيات إلى منطقة جديدة عن طريق المشي إلى حافة الشاشة الحالية. بعض أجزاء اللعبة يديرها اللاعب: الشؤون الحكومية مثل تنظيم الميليشيات أو الانتخابات لمناصب مثل الحاكم يتم تنفيذها من قبل اللاعبين أنفسهم. إضافة أخرى مماثلة هي الإدارة البيئية من قبل اللاعبين. يمكن للاعبين الحفاظ على مستويات الموارد من خلال زراعة البذور أثناء حصاد المحاصيل وصيد الحياة البرية أو ببساطة أخذ ما يريدون، مما يقلل من توافر اللاعبين الآخرين، إذا تمكن اللاعبون من الحفاظ على هذا، فسيحصلون على مكافآت مختلفة من الشعب.

## القصة
تبدأ قصة عندما تختفي دوفيس الستة:
- Ivoir
- vulbis
- فيروز
- أرجواني
- Emerude
- ebine
- أوكري

## الشخصيات
- Iop
- Cra
- Sram
- Osamodas
- Enutrof
- دوفيس
- Xélor
- دوفيس
- Zobal
- Féca
- دوفيس
- باندافا
- Sacrieur
- Roublard
- Steamer
- Eliotrope

### ألعاب لها صلة
- حلبة دوفيس
- دوفيس 1.29
- قتال دوفيس 1
- قتال دوفيس 2

## روابط خارجية
- واكفو على موقع IMDb (الإنجليزية)